# Кодекс Тривульціо
«Кодекс Тривульціо» (лат. Codex Trivulzianus) — манускрипт Леонардо да Вінчі, що складається з 62 аркушів форматом 20,5 x 14 см, з яких лише 55 збереглися до наших днів. Він складається з довгих списків слів, скопійованих Леонардо з різних джерел (таким чином да Вінчі намагався покращити своє знання мови і граматики). Окрім того, в ньому міститься інформація на військовову тематику і дослідження релігійної архітектури.